# Spiroctenus tricalcaratus
Spiroctenus tricalcaratus là một loài nhện trong họ Nemesiidae.
Spiroctenus tricalcaratus được miêu tả năm 1903 bởi Purcell.